# Gramática del griego antiguo
El griego antiguo (en griego ático: Ἀρχαία Ἑλληνικὴ γλῶσσα o Ἑλληνικὴ γλῶττα; griego moderno: Αρχαία ελληνική γλώσσα o Αρχαία ελληνικά; latín: Lingua Graeca antiqua) es una de las principales lenguas de la  Antigüedad clásica en la región mediterránea, hablada especialmente en la parte oriental del Mediterráneo, aunque con importantes enclaves en el Mediterráneo occidental.

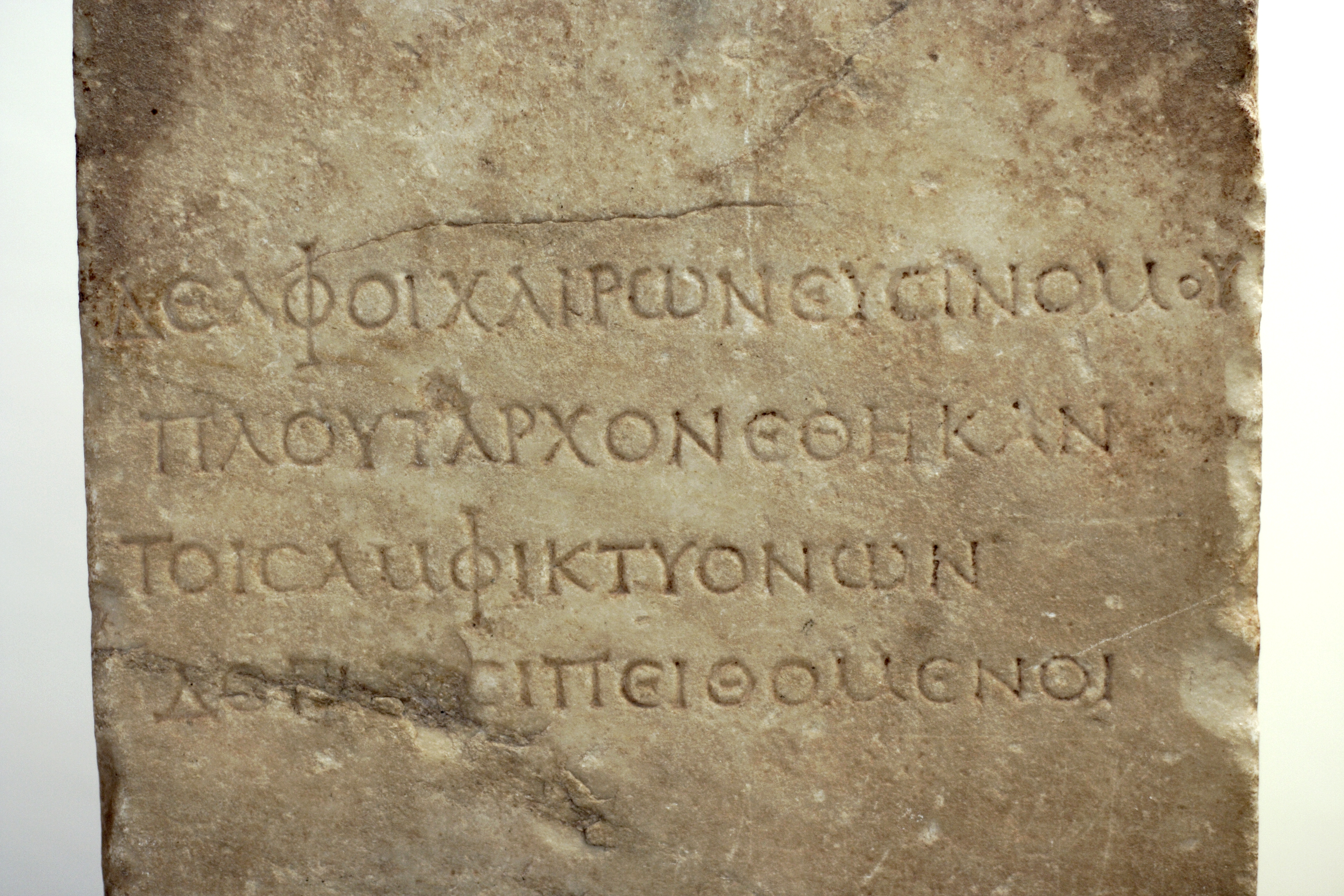
Inscripción griega.

En la antigua Grecia no existía una lengua uniforme, sino que había diferencias fonológicas y gramaticales en las lenguas de diferentes regiones. Este artículo describe esencialmente el griego jónico-ático y su forma estandarizada, el griego clásico. La gramática y las particularidades lingüísticas las variedades diferentes del jónico-ático se muestran en la voz indicativa.
De la gramática del griego clásico, aquí se recogen los aspectos fundamentales, que están fundamentadas casi totalmente en el dialecto ático, hablado en Atenas, e impuesto sobre el siglo V a. C., pero fue como lingua franca panhelénica, y a causa de la hegemonía militar, política, económica y cultural de Atenas. Esta variedad lingüística junto con el griego jónico que fue el segundo más o menos fuerte del lugar, fue la base de la koiné del periodo helenístico (κοινὴ διάλεκτος), la lengua franca del Mediterráneo también prevaleció en el griego común, griego alejandrino y griego helenístico. Todavía no coincide plenamente con el griego ático puro.

## Características generales
Tipológicamente, es una lengua flexiva (con un elevado grado de sinteticidad). Filogenéticamente, es una lengua de familia indoeuropea, que muestra afinidades cercanas con el armenio y también con lenguas conocidas más fragmentariamente, como el macedonio antiguo y otras lenguas paleobalcánicas.
Es una lengua con gran relevancia para la cultura occidental, ya que en aquélla fueron redactados los primeros escritos literarios, filosóficos y científicos de la civilización occidental. 

## Ortografía y fonología

### Alfabeto
El griego antiguo usó una ortografía particularmente compleja, refinada y depurada.  En ésta se detallan las características sobresalientes del alfabeto y de la ortografía del antiguo griego ático. El alfabeto griego estaba compuesto por veinticuatro letras de uso común, más algunos caracteres caídos en desuso en edad arcaica como caracteres fonéticos, exceptuándose en la escritura del numeral de la letra en desuso.  
Seguidamente se enumeran las letras del alfabeto griego jónico, que a partir de la Jonia micro-asiática viene suplantando los antiguos alfabetos locales (alfabeto epicórico), de la segunda mitad del siglo VI a. C.:
- Mayúsculas: Α Β Γ Δ Ε Ζ Η Θ Ι Κ Λ Μ Ν Ξ Ο Π Ρ Σ Τ Υ Φ Χ Ψ Ω.
- Minúsculas: α β γ δ ε ζ η θ ι κ λ μ ν ξ ο π ρ σ,ς τ υ φ χ ψ ω.
- Denominaciones corrientes españolas: alfa, beta, gamma, delta, épsilon, dseta, eta, zeta, iota, kappa, lambda, mi, ni, xi, omicrón, pi, ro, sigma, tau, ípsilon, fi, ji, psi, omega.
- Valor fonético: a - aː, b, ɡ, d, e, z, ɛ,ː tʰ, i - i,ː k, l, m, n, ks, o, p, r, s, t, y - y,ː pʰ, kʰ, ps, ɔ,ː

- El alfabeto griego clásico tiene dos caracteres para la sigma: σ, siempre inicial e interna, ς siempre final.
- La γ, delante de las consonantes guturales κ, γ, χ, se lee como una nasal velar /ŋ/ (la llamada "gamma nasal").
- El griego ático, que era un dialecto no psilótico, poseía también otro sonido, la fricativa glotal sorda /h/, representada por los espíritus ásperos, un ápice orientado hacia la derecha que en la canónica transcripción en minúscula, de edad tardo-bizantina, se coloca encima de la vocal minúscula inicial de la palabra, y en alto de la izquierda de la mayúscula inicial, bajo el acento circunflejo, y al lado del acento agudo. El espíritu áspero deriva, en general, de la caída de una consonante inicial, sigma, yod, o digamma.  En el dialecto jónico, semejante al ático, se verificaba la psilosa, que es la total desaparición de la aspiración inicial. Una vocal no aspirada es marcado por los espíritu suave, un ápice orientado hacia la izquierda, colocado como el espíritu áspero.
- El griego antiguo poseía algunas letras que desaparecieron. La principal era la digamma (Ϝ/ϝ) equivalente a una semivocal labiovelar /w/.
- En la escritura, cuando todas las letras están en mayúsculas los espíritus y los acentos no se escriben.

### La pronunciación del griego antiguo
El alfabeto griego, aunque bastante preciso en muchos aspectos, no aclara todos los detalles de la pronunciación del griego antiguo. A partir de la base proporcionada por el alfabeto y otras evidencias lingüísticas y comparativas se reconstruyó, a partir del siglo XIX, la fonología de esta lengua muerta. La fonología aquí expuesta es la más plausible para el ático clásico.
En la Edad Media y en el primer Renacimiento predominaba entre los humanistas otra pronunciación, la considerada “roicliniana”, así llamada por el humanista Giovanni Roiclinio, para mantener la validez. Tal lectura estaba unida a la pronunciación itacística considerada bizantina pero en realidad era mucho más antigua, visto que destacaba en los escritos de la edad helenística y el primer vestigio de esta evolución de la fonética antigua del griego suena ya ampliamente a la realidad fonética sostenida en alguna reflexión lingüística sobre los diálogos de Platón.
La lectura itacística fue importada en Italia por los intelectuales bizantinos sobrevivientes de la conquista y el pillaje de Constantinopla (1453), efectuada por los turcos. Aquellos intelectuales (entre los cuales destaca el filósofo neoplatónico Manuel Crisoloras y el cardenal Besarión) imprimieron en la lectura de los clásicos griegos la lectura de los acentos y la inflexión. Ellos leían como ι las letras η y υ y los diptongos ει y οι, y pronunciaban como ε el diptongo αι; además pronunciaban /v/ la letra υ en los diptongos αυ y ευ, primera vocal o consonante sonora, y /f/ primera consonante sorda; como /v/ era leída también la β. Fue otro gran humanista, el holandés Desiderio Erasmo de Róterdam quien se opuso a la pronunciación itacista del griego antiguo. Este, estudiando las figuras de sonido en los poetas cómicos, en particular las onomatopeyas descubrió que la pronunciación antigua era diferente a la roicliniana: el balido de la oveja en Cratino es en realidad imitado con βῆ, y que revelaba el verdadero sonido de la letra griega que componía esta particular onomatopeya: no /vi/, sino / ̀bɛ:/. Por tanto, Erasmo buscó y encontró la forma de representar la verdadera pronunciación clásica, que por él recibe el nombre de erasmiana.
La pronunciación erasmiana se aproximaba a la pronunciación reconstruida por los métodos de la lingüística histórica. Esta pronunciación, en principio, refleja la verdadera pronunciación griega clásica del siglo V a. C. Tanto la pronunciación erasmiana como la modernamente reconstruida difieren en diversos aspectos de la pronunciación tradicionalmente enseñada en las escuelas convencionales españolas:
- la pronunciación escolar no distingue en modo sensible las vocales breves de las largas, en lugar de como estaría estipulado;
- las consonantes φ, θ y χ, que usualmente se pronunciaban respectivamente como la f italiana de fede, como la th del inglés third y como la ch alemana de Bach, en el griego clásico eran verdadera y propiamente oclusivas /pʰ, tʰ, kʰ/ las cuales se distinguían porque iban seguidas de una aspiración.
- La consonante ζ (dseta), que en la edad helenística ya se pronunciaba /z/ (como la /s/ sonora de la palabra isla), en el griego arcaico se pronunciaba /zd/ y todavía la pronunciaban en el siglo V a. C. los hablantes dóricos y eólicos, que escribían directamente σδ. En la edad clásica, en el Ática, se comenzó a pronunciar esta letra como /dz/ y, en la segunda mitad del siglo IV a. C. en adelante, /z/.

## Morfología
El griego antiguo posee nueve clases de palabras: artículo determinado, sustantivo, adjetivo, pronombre, verbo, adverbio, preposición, conjunción e interjección. A diferencia del latín, posee un artículo determinado. Las palabras variables (artículo, sustantivo, adjetivo y pronombre) se declinan en cinco casos; y el verbo, que también es variable, posee flexión verbal, esto es, se conjuga.
La declinación del griego antiguo cuenta con tres géneros: masculino, femenino y neutro, cuyo valor y empleo es el mismo que en latín, y tres números: singular, dual y plural; el dual sirve para designar un grupo de dos personas o de dos cosas, especialmente cuando se considera que forman un par o pareja natural e indisoluble, como las manos o los ojos. De uso muy raro, es sustituido ordinariamente por el plural. Y cinco casos: nominativo, vocativo, acusativo, genitivo y dativo. El ablativo latino es sustituido en parte por el genitivo (lugar de donde, privación), y en parte por el dativo (lugar en donde, instrumento, manera, causa).

### Nombres y adjetivos
Al igual que muchas otras lenguas antiguas la declinación de nombres y adjetivos es común en alto grado, y está basada en los fonemas finales de la raíz o tema. Dentro de cada paradigma o declinación se distinguen cinco casos (nominativo, vocativo, acusativo, genitivo, dativo).

### Pronombres
Los pronombres personales en griego heredan la flexión heteróclita del proto-indoeuropeo, por lo que en el paradigma de cada pronombre aparecen formas derivadas de varias raíces. Los pronombres varían de forma según el número (singular, dual, plural), género (masculino, femenino y neutro) cuando se refieren a la tercera persona, y caso (nominativo, vocativo, acusativo, genitivo y dativo).

### Verbos
Como en todas las lenguas, el verbo es la parte de la oración que expresa más valores gramaticales e incluye más distinciones. El sistema verbal griego es bastante complejo. En griego clásico un verbo normal puede cambiar morfológicamente según las siguientes categorías:
- Voz gramatical: en griego existen tres voces: activa, media y pasiva.
- Modo gramatical: en griego existen seis modos: indicativo, imperativo, subjuntivo, optativo, infinitivo y participio.
- Tiempo gramatical: en griego se distinguen los siguientes tiempos: presente, imperfecto, futuro, aoristo, perfecto y pluscuamperfecto. Como en la mayoría de lenguas indoeuropeas, estos "tiempos" son en realidad combinaciones de tiempo gramatical propiamente dicho y aspecto gramatical.
- Número gramatical: en griego existen formas de singular, de dual y de plural.
- Persona gramatical: en griego, como en el resto de lenguas indoeuropeas, se distingue entre tres tipos de persona: primera persona [+hablante], segunda persona [+oyente] y tercera persona [-hablante,-oyente].

### Palabras sin flexión
Las demás palabras del griego antiguo cumplen diferentes funciones gramaticales pero no presentan flexión. Entre ellas están los adverbios, las preposiciones, las conjunciones, las interjeciones, además de algunos nombres propios de origen foráneo.

## Sintaxis
Tradicionalmente el estudio de la sintaxis del griego antiguo se limitaba a señalar las concordancias obligatorias y marginalmente el orden de palabras. Otro asunto importante en la gramática tradicional son las condiciones de uso de cada uno de los diferentes casos gramaticales y las funciones de cada uno de estos casos.

### Concordancia
La concordancia gramatical es una característica que poseen muchas lenguas por las que se exige que la forma morfológica de una palabra “concuerde” o exprese el mismo valor en una cierta categoría gramatical que el valor expresado por otra palabra. Así por ejemplo el sujeto de una oración y el verbo de la oración deben concordar en número gramatical, esto significa que, por ejemplo, si el sujeto tiene una forma morfológica que corresponde a un plural el verbo morfológicamente debe ser también una forma de plural. Las concordancias típicas encontradas en griego clásico son:
- Concordancia de número (y persona) entre sujeto y verbo.
- Concordancia de número, género y caso entre un substantivo y un adjetivo que le acompaña.
- Concordancia gramatical de la aposición
- Concordancia de género y número de un pronombre relativo con su antecedente.

Existen circunstancias pragmáticas en que algunas de estas concordancias quedan en suspenso, particularmente en lo que se refiere al género y el número (esto también sucede en español). Por ejemplo:
Athenaíōn tò plēthos oíontai ...
‘La mayoría de los atenienses cree ...’ (literalmente: ‘La mayoría de atenienses creen ...’)

### Bibliografía

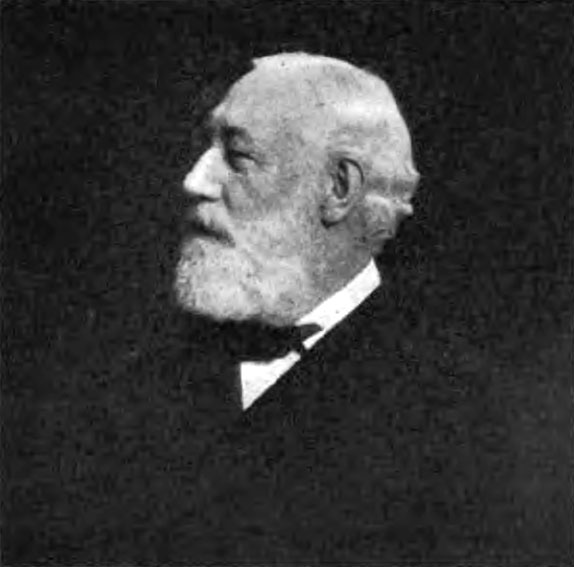
William Watson Goodwin.